# Robert Rill
Robert Rill (* 1960 in Wien) ist ein österreichischer Historiker.

## Leben
Rill wurde 1960 als Sohn des Historikers Gerhard Rill (1927–2015), nachmaliger Direktor des Haus-, Hof- und Staatsarchivs, in Wien geboren. Er studierte von 1978 bis 1984 Geschichte und Politikwissenschaft an der Universität Wien. 1986 wurde er bei Erika Weinzierl am Institut für Zeitgeschichte zum Dr. phil. promoviert.
Seit 1992 ist er im Kriegsarchiv des österreichischen Staatsarchivs in Wien tätig. Er ist dort als Referent Leiter der Kartensammlung und des Bestandes „Militärische Nachlässe und Sammlungen“. Er ist darüber hinaus Autor bei der virtuellen Ausstellung „100 Jahre erster Weltkrieg“ des ÖStA. Er veröffentlichte u. a. zur Zeit- und Kirchengeschichte sowie zur Geschichte der Kartografie, des Festungswesens und der Eisenbahnen; Artikel erschienen in Das Achtzehnte Jahrhundert und Österreich, den Mitteilungen des österreichischen Staatsarchivs und in den  Annali dell'Istituto storico italo-germanico in Trento.
Rill ist verheiratet und Vater von fünf Kindern.

## Schriften (Auswahl)
- Geschichte des Augustiner-Chorherrenstiftes Klosterneuburg 1938 bis 1945 (= Veröffentlichungen des Internationalen Forschungszentrums für Grundfragen der Wissenschaften, Salzburg. N.F., Bd. 22). Geyer, Wien u. a. 1985.
- CV und Nationalsozialismus in Österreich (= Veröffentlichungen des Internationalen Forschungszentrums für Grundfragen der Wissenschaften, Salzburg. N.F., Bd. 28). Geyer, Wien u. a. 1987.
- mit Ulrich E. Zellenberg (Hrsg.): Konservativismus in Österreich: Strömungen, Ideen, Personen und Vereinigungen von den Anfängen bis heute. Stocker, Graz u. a. 1999, ISBN 3-7020-0860-8.
- (Hrsg. und erl.): Fritz Schirmer: Kriegsgeschichtlicher Atlas: Zum Studium der Feldzüge der Jahre 1792 bis 1904. Ed. Winkler-Hermaden, Schleinbach 2010, ISBN 978-3-9502845-5-3.